# Richard Bedford Bennett
Richard Bedford Bennett, noto come R. B. Bennet o The Viscount Bennett (Hopewell Hill, 3 luglio 1870 – Mickleham, 26 giugno 1947), è stato un politico canadese.
Fu l'undicesimo Primo ministro del Canada dal 7 agosto 1930 al 23 ottobre 1935.

## Biografia
Richard Bedford Bennett nacque in Hopewell Hill, Nuovo Brunswick da Henry John Bennett e Henrietta Stiles.
Fu membro della Massoneria dal 1896.